# 木沢村立沢谷小学校
木沢村立沢谷小学校（きさわそんりつ さわだにしょうがっこう）は、徳島県那賀郡那賀町（閉校当時は、木沢村）沢谷にあった公立小学校。
児童数の減少などの理由で1973年3月31日をもって閉校し、同年4月1日に坂州小学校と沢谷小学校が合併して木沢村立木沢小学校（現那賀町立木沢小学校）になった。2014年4月1日に木沢小学校が休校した。

## 沿革
- 1897年（明治30年）7月 - 沢谷尋常小学校創立。
- 1910年（明治43年）10月 - 川成分校創立。
- 1926年（大正15年）5月5日 - 沢谷尋常高等小学校に改称。
- 1941年（昭和16年）4月1日 - 沢谷国民学校に改称。
- 1947年（昭和22年）4月1日 - 沢谷村立沢谷小学校に改称。
- 1964年（昭和39年）
  - 3月31日 - 児童数の減少により川成分校廃校。[2]。
  - 4月1日 - 川成分校を統合。
- 1973年（昭和48年）
  - 3月31日 - 児童数の減少により廃校。
  - 4月1日 - 坂州小学校と沢谷小学校が合併して木沢小学校になった[1]。

## 川成分校
川成分校（かわなりぶんこう）は、徳島県那賀郡那賀町（閉校当時は、木沢村）川成にあった公立小学校分校である。1964年3月31日廃校。1～2年生が通った。校舎は木造二階建て。校舎の前を徳島県道295号木沢上那賀線が通っている。
所在地
- 〒771-6117 徳島県那賀郡那賀町川成

通学区域
- 那賀町川成、那賀町岩倉